# Petya (zsarolóvírus)
A Petya rosszindulatú (malware) vírus, avagy zsarolóvírus, trójai program, amely Microsoft Windows alapú számítógépes rendszereket támad, elérhetetlenné téve a rendszert és a fájlokat. A fájl tulajdonosa Bitcoin-ban kifizetett bizonyos összegű váltságdíj ellenében kaphat hozzáférő kódot rendszeréhez. A Petya főként Ukrajnát támadta, 2017-re itt NotPetya néven új válfaját különböztették meg.